# Ranunculus bonariensis
Ranunculus bonariensis ist eine Pflanzenart aus der Familie der Hahnenfußgewächse (Ranunculaceae). Sie wächst in Feuchtgebieten in Amerika.

## Beschreibung
Die Stängel sind aufrecht oder niederliegend, verzweigt, unbehaart und wurzeln an den Knoten. Die Wurzeln sind unbehaart und an ihrer Basis nicht verdickt. Die Blattspreite der proximalen Stängelblätter ist, je nach Unterart, rundlich herzförmig oder elliptisch bis eiförmig und 0,8 bis 2,3 × 0,5 bis 1,2 Zentimeter groß. Die Blattbasis ist ausgerandet, abgerundet oder stumpf, der Blattrand ganz oder sehr schwach gezähnt und die Blattspitze breit abgerundet-zugespitzt bis abgerundet. Die Tragblätter der einzeln oder in armblütigen. blattachselständigen Zymen sitzenden Blüten sind elliptisch bis eiförmig. Ihr Blütenboden ist unbehaart. Die drei Kelchblätter messen 1,5 bis 3 × 0,5 bis 2 Millimeter und sind ausgebreitet oder an der Basis zurückgebogen. Die ein bis drei Kronblätter sind 1,5 bis 2,5 × 0,5 bis 1 Millimeter groß. Die Nektardrüsen sind unbehaart. Die Köpfe der Achänen sind kugel- bis eiförmig und 2 bis 5 × 2 bis 4 Millimeter groß. Die Achänen sind glatt, unbehaart und messen 1,4 bis 1,8 × 1 bis 1,2 Millimeter. Ein Schnabel ist nicht vorhanden.
Die Art blüht in Nordamerika von März bis Mai.

### Unterarten
Von der Art sind vier Unterarten beschrieben worden. Diese wurden zuerst, nach amerikanischer Tradition, als Varietäten aufgefasst und durch den spanischen Botaniker Julián Molero zu Unterarten erhoben.
- Ranunculus bonariensis subsp. bonariensis. Die Heimat ist Brasilien, Paraguay, Uruguay, Argentinien, dort "berro" genannt
- Ranunculus bonariensis subsp. januarii (Urban) Molero. Die Heimat ist Brasilien.
- Ranunculus bonariensis subsp. phyteumifolius (St.-Hil.) Molero. Die Heimat ist Brasilien, Paraguay, Uruguay, Argentinien, dort "berrito" genannt.
- Ranunculus bonariensis subsp. trisepalus (Gillies ex Hook. & Arnott) Molero. Kommt vor in Südamerika: Chile, Uruguay, Brasilien, Argentinien und in Nordamerika in Kalifornien.[4]

Die Unterarten unterscheiden sich in erster Linie an der Gestalt der Blattspreite, insbesondere der Grundblätter. Bei der Unterart subsp. bonariensis sind Grund- und Stängelblätter gleich gestaltet mit rundlich-herzförmiger Spreite. Bei der Unterart phyteumifolius sind die Grundblätter dreieckig-herzförmig, die Stängelblätter eiförmig. Bei der Unterart trisepalus sind Grund- wie Stängelblätter eiförmig. Auch die Unterart januarii wurde mit rundlich-herzförmigen bis dreieckig-eiförmigen Grundblättern beschrieben.
Eine weitere Varietät, Ranunculus bonariensis var. heterophyllus (Sm.) Benoist gilt heute als Synonym von Ranunculus nubigenus Kunth ex DC.

## Vorkommen
Ranunculus bonariensis var. trisepalus kommt in Kalifornien an Flussufern sowie an im Sommer austrocknenden Kleingewässern ("vernal pools"), vor, hier in Höhenlagen von 30 bis 1000 Meter. Ähnliche Standorte werden in Chile besiedelt. In Südamerika ist eine Höhenverbreitung bis 3000 Meter angegeben.

## Systematik
Die auf der Nordhalbkugel artenreiche Gattung Ranunculus umfasst in Südamerika nur wenige Arten, die alle, mit ähnlicher Wuchsform, in Feuchtgebieten vorkommen. Das Artepithet bonariensis ist abgeleitet von der latinisierten Form des Namens der argentinischen Hauptstadt Buenos Aires (Bonaria).
Ranunculus bonariensis gehört nach phylogenomischen Daten (Analyse der Verwandtschaft nach Vergleich homologer DNA-Sequenzen) in eine Klade weltweit in Feuchtgebieten verbreiteter Hahnenfuß-Arten, von denen viele, wie diese Art, ungeteilte Blattspreiten besitzen. Bei einer unpublizierten weiteren Analyse ergab sich eine ähnliche Position, wobei allerdings die Monophylie der Art hier nicht bestätigt werden konnte.